# Artziati entu vol. 1
Artziati Entu vol. 1 è il primo dei due volumi live dei Kenze Neke, uscito nel 2006.

## Il disco
Il disco è stato registrato a Solarussa, il 19 agosto 2006; il suo nome, infatti, è stato preso dal nome della serata. Il disco è formato da 1 cd e da un DVD, dove è registrato il video concerto.

## Tracce

### Tracce del cd
1. Boghes de Pedra
2. Pantanu
3. Su Balente
4. Zente
5. Kin sas Armas o Kin sas Rosas
6. M'Agradat
7. Mira
8. Entula (reggae version)
9. Black Panther
10. Liberos Rispettatos Uguales
11. Amerikanos a balla ki bos bokene
12. Ke a sos Bascos e ke a sos Irlandesos
13. W su Inu

### Tracce nel dvd
1. Boghes de Pedra
2. Cantende po no Pranghere
3. Amerikanos a balla ki bos bokene
4. Ass'Andira
5. Ammenta
6. Eja
7. Su patriotu sardu a sos feudatarios
8. Pratobello
9. Ke a sos Bascos e ke a sos Irlandesos
10. Libertade (inedito live)
11. Entula
12. W su Inu

## Curiosità
- Nel video-concerto, alla fine di Ammenta i Mamutzones di Samugheo sfilano nel palco;
- Nel brano Libertade assieme a Saporito suonano due membri degli Askra: Alessandro Chighini alla Chitarra acustica e Homar Farina alla Voce

## Formazione
- Enzo Saporito: Voce e chitarra;
- Stefano Ferrando: Voce;
- Massi Circelli: Chitarra solista;
- Claudio Roccia: Basso e cori
- Sandro Usai: Percussioni, voce e batteria
- Antonello Camboni: chitarra;
- Massimo Balvis: Batteria;
- Massimo Loriga: sax, armonica, trunfa, voce;
- Luciano Sezzi: sax, cori
- Andrea Pinna: flauto traverso, launeddas, cori;
- Toni Carta: Chitarra acustica;
- Carlo Sezzi: Batteria